# جورج کالوریس
جورج کالوریس (انگلیسی: George Coulouris؛ زادهٔ) دانشمند رایانه بریتانیایی و پسر هنرمند جرج کولوریس است. وی یکی از نویسندگان کتاب رایانش توزیع‌شده می‌باشد.